# Bitva u Pragy
Dne 4. listopadu roku 1794 se u varšavského předměstí Pragy odehrálo vojenské střetnutí označované jako bitva u Varšavy, nebo též bitva u Pragy (polsky Obrona Pragi, Rzeź Pragi). Střetla se zde odbojová vojska Polska pod vedením Józefa Zajączeka, Tomasze Wawrzeckého a Jakuba Jasińského s vojsky Ruska vedenými Alexandrem Suvorovem. Během čtyř hodin ruská vojska drtivě zvítězila. Jakub Jasiński v bitvě padl.

## Masakr Pragy
Rusové po pro ně vítězné bitvě vtrhli do Pragy, kde během následujícího dne povraždili tisíce (pravděpodobně až 20 tisíc) místních civilních obyvatel a z většiny dřevěnou Pragu vypálili. Sám Suvorov o tom napsal: „Celá Praga byla posetá mrtvými těly, krev tekla proudem“.